# Resurgencia
Una resurgencia y una exsurgencia, en geología, son los lugares en donde un flujo hidrológico subterráneo aflora del subsuelo. En el origen de una resurgencia, en teoría hay un curso de agua superficial en el que una parte o la totalidad del flujo por escorrentía se infiltra al subsuelo para resurgir más adelante al aire libre. A su vez, una exsurgencia es la salida de los flujos subterráneos cuyo origen es una infiltración difusa de las aguas de la lluvia en el subsuelo, siendo esta la primera salida al aire libre de tales flujos subterráneos. La distinción entre exsurgencia y resurgencia es muy fina, y sólo este último término se ha mantenido en el lenguaje común. 
Las resurgencias son particularmente abundantes en las mesetas calcáreas de tipo karst, como en los causses franceses, por ejemplo. Este caudal surge normalmente al aire libre, pero también puede hacerlo en el mar, hasta a varias decenas de metros de profundidad y hasta a varios cientos de metros de la orilla. Estas resurgencias marinas han sido utilizadas tradicionalmente por los marineros como fuente de agua potable en plena mar.
Se puede asimilar una resurgencia a una fuente, en la que el agua, decantada en las rocas que ha atravesado, con frecuencia es de buena calidad. No siempre es así ya que la red de un karst no es filtrante y puede transmitir la contaminación a gran velocidad (véase, la resurgencia del río Loue).
Cuando el agua entra en el subsuelo sin que vuelva a aparecer se habla de un sumidero.

## Algunas resurgencias

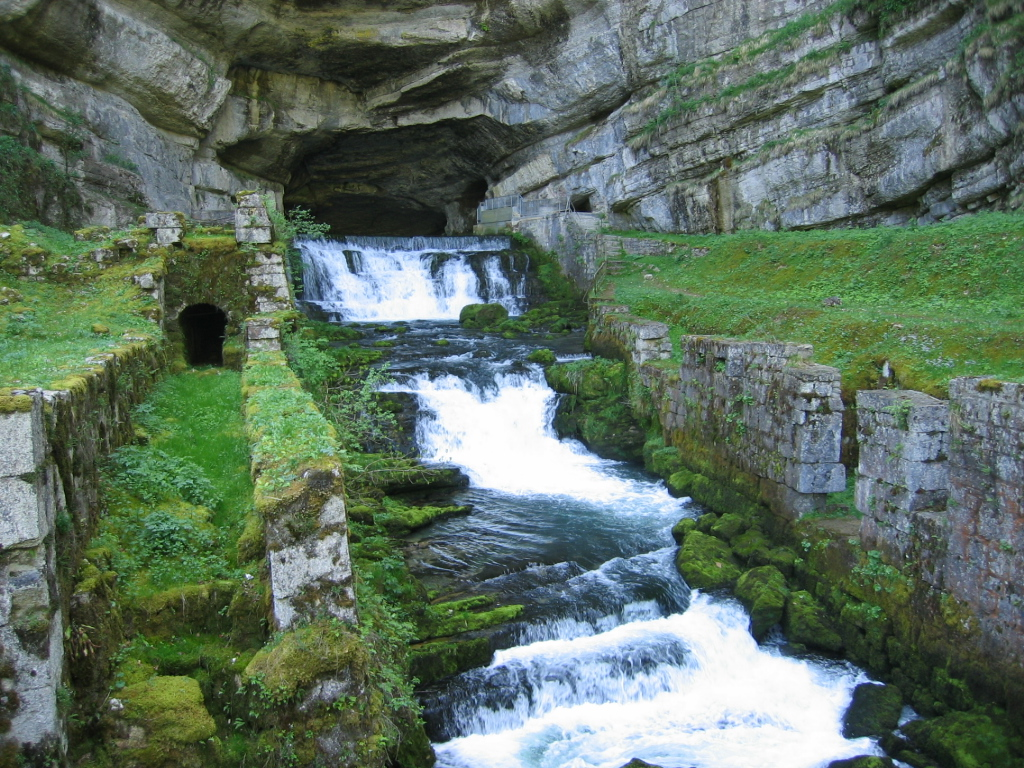
Resurgencia del río Loue, en Doubs (Francia)

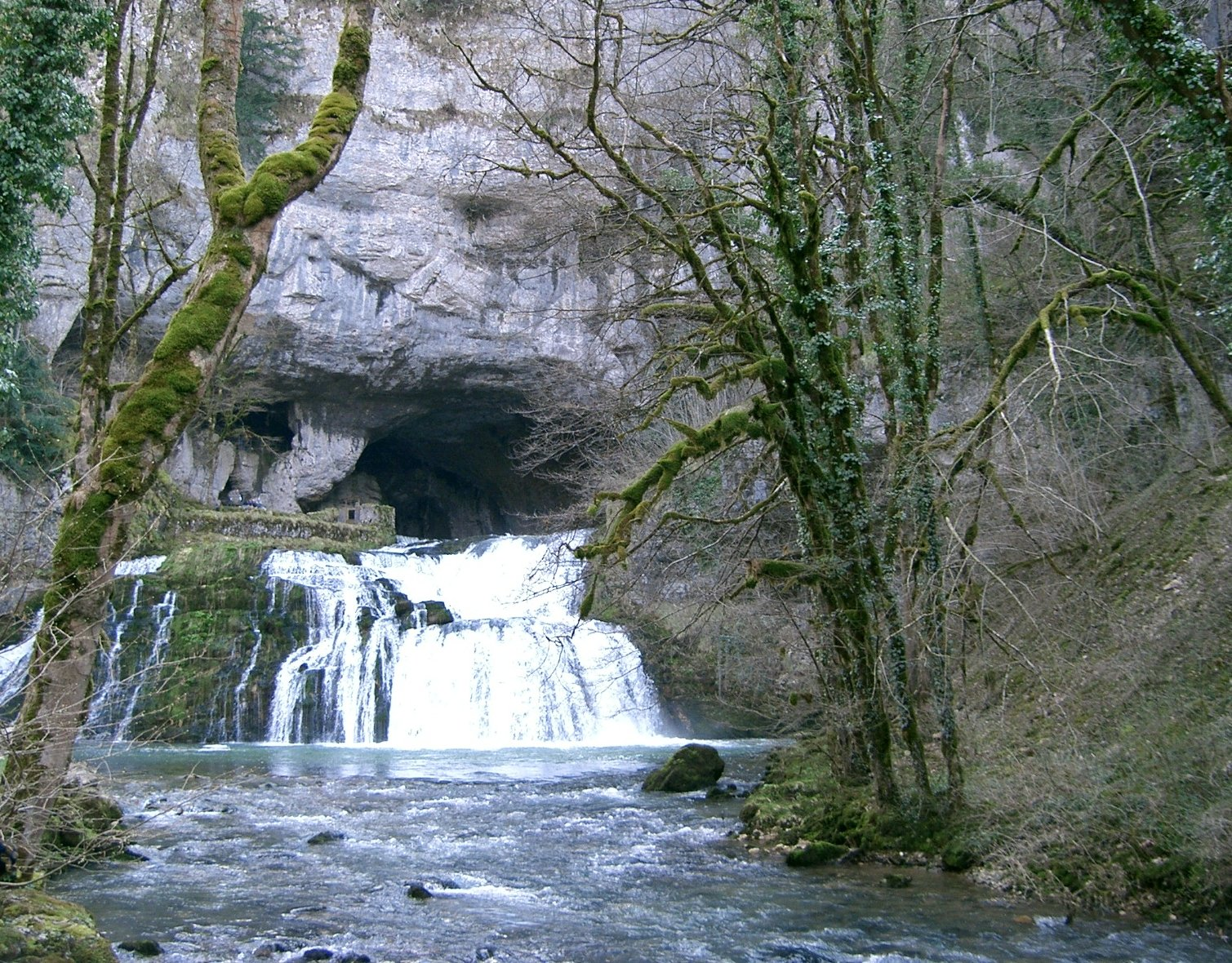
Resurgencia del río Lison, en Doubs (Francia)

### En Francia
Las resurgencias más conocidas de Francia son:
- la resurgencia de Port-Miou, que desemboca en el mar Mediterráneo cerca de Cassis.
- la fuente del río Loue, en Doubs.
- las fuentes de la Touvre, cerca de Angulema.
- la resurgencia de la Vis brota de las calizas de Larzac.
- el río Sorgues es un río de la Aveyron nacido de una resurgencia .
- la Fuente de Vaucluse es, en la Vaucluse, la resurgencia francesa más importante.
- la Fosse Dionne es una resurgencia en Tonnerre.
- el río Blau nacido de una resurgencia (río del Aude).
- el Abîme de Bramabiau en Gard.
- la fuente intermitente de Fontestorbes, afluente del río Hers-Vif en Ariège.
- la resurgencia del acuífero de Beauce en la Conie en Eure-et-Loir.
- el río Lison en Nans-sous-Sainte-Anne en el departamento de Doubs (25), junto a Amancey. Es, después de la Loue, la resurgencia más caudalosa del Jura.
- el río Loiret es una resurgencia del río Loira.
- el río Douix, afluente del río Sena, en Châtillon-sur-Seine en el norte de Côte-d'Or.
- el río Ouysse, nacido de las resurgencias de Cabouy, Saint-Sauveur y Font-Belle en el Lot.
- La gruta de la fuente del río Bèze, en el departamento de Côte-d'Or.
- La resurgencia Gouffre de l'Oeil Doux en el macizo de la Clape (Aude).
- La resurgencia de la Mouillière, cerca de Maury en los Pirineos Orientales.

## En Italia
- el río Sile, que atraviesa las provincias de Treviso y Venecia cuya cuenca se encuentra entre las del Brenta y Piave; es el río de llanura más importante de Europa .
- el Tártaro, que atraviesa las provincias dee Verona y Rovigo con sus afluentes (entre otros, el río Tione y el Menago) forma una cuenca fluvial que se encuentra entre la del río Po y la del río Adige.
- el río Tormo, que atraviesa parte de las provincias de Bergamo, Cremona y Lodi para desembocar en el Adda.
- el río Chidro, en la provincia de Taranto.
- el Bacchiglione, nace de resurgencias .

## En España
- Las Fuentes Tamáricas en Velilla del Río Carrión.
- La resurgencia del Goueil de Joueou, fuente oficial del río Garona hasta 1931.
- La Fuentona de Ruente en Ruente.
- La Fuente de Anguiano en Anguiano.

## Otros lugares
- En Bélgica, la resurgencia de Vaux-sous-Olne
- En el Sáhara, algunas resurgencias se llaman guelta.